# Simon Okolski
Simon Okolski foi um frei dominicano que viveu no século XVII. Ele escreveu o livro Orbis Polonus, impresso em Cracóvia, em 1641.
Neste livro, sobre a história da Polônia, Okolski defende que na República da Polônia apenas os nobres eram importantes, o resto sendo equivalente a escravos.